# Evaza japonica
Evaza japonica är en tvåvingeart som beskrevs av Lindner 1938. Evaza japonica ingår i släktet Evaza och familjen vapenflugor. Inga underarter finns listade i Catalogue of Life.